# 希臘語維基百科
希臘語維基百科（希臘語：Ελληνική Βικιπαίδεια）是維基百科協作計劃的希臘語版本，由非營利組織──維基媒體基金會維持負責。希腊语维基百科建立於2002年12月1日。截至2023年，是各語言維基百科計劃中，規模排名第50（依條目量計算）的維基百科。希腊语维基百科拥有条目超过225,000个，21名管理员，超过398,000名注册用户，总计超过10,000,000次编辑。在2018年，希腊语维基百科全年的浏览量超过2.5亿次。

## 外部連結
- 希臘語維基百科 （页面存档备份，存于）